# (6184) Nordlund
(6184) Nordlund est un astéroïde de la ceinture principale.

## Description
(6184) Nordlund est un astéroïde de la ceinture principale. Il fut découvert le 26 octobre 1987 à Brorfelde par Poul Jensen. Il présente une orbite caractérisée par un demi-grand axe de 2,32 UA, une excentricité de 0,12 et une inclinaison de 6,3° par rapport à l'écliptique.

## Compléments